# Juan Pérez de Montalbán

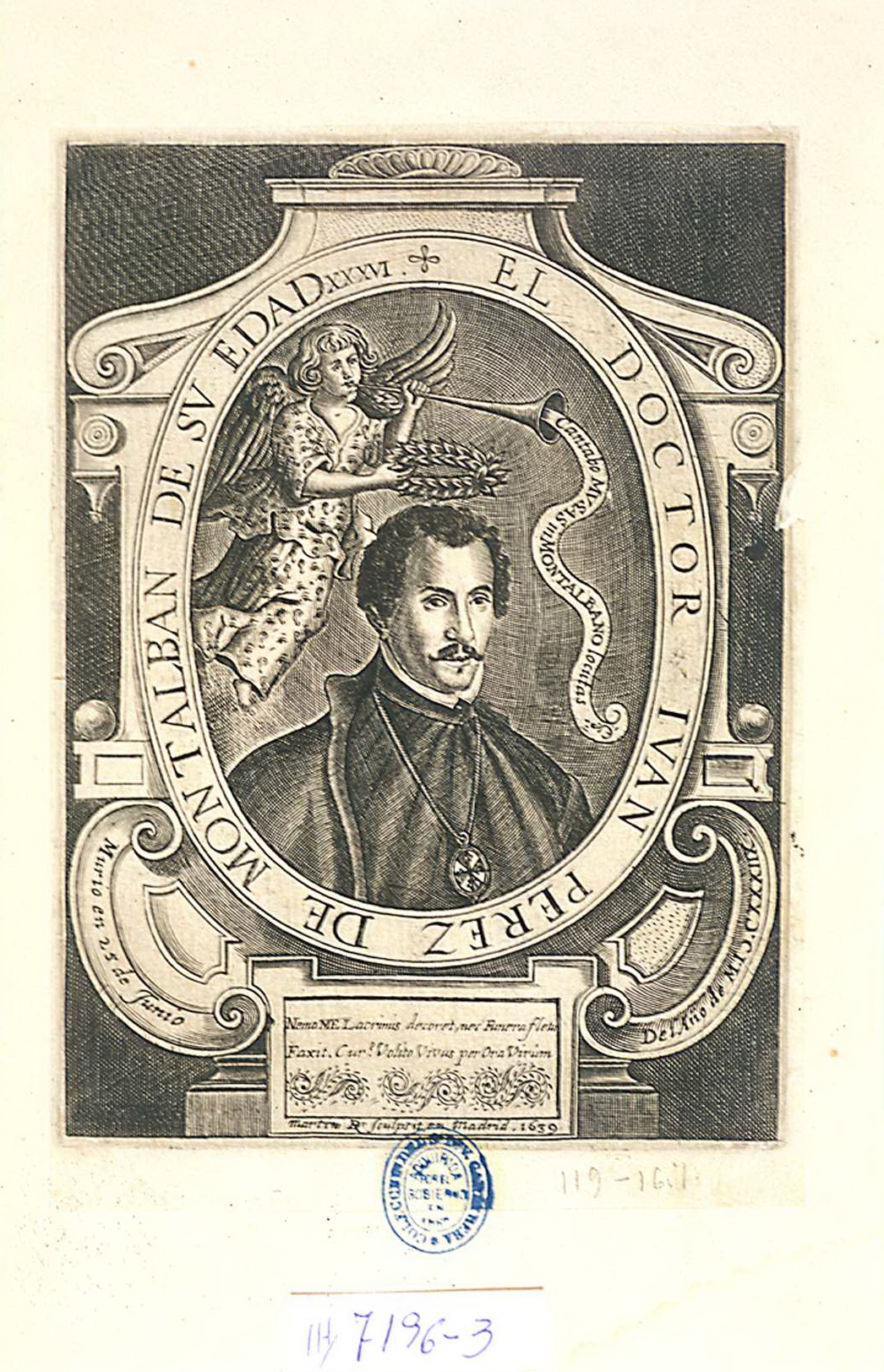
Ritratto di Juan Pérez de Montalbán, stampa calcografica, 1639

Juan Pérez de Montalbán (Madrid, 1602 – Madrid, 25 giugno 1638) è stato un drammaturgo, poeta e presbitero spagnolo.

## Biografia
Juan Pérez de Montalbán (o Montalván) era figlio dell'editore madrileno e libraio del Re Alonso Pérez e apparteneva ad una famiglia di ebrei convertiti. Studiò filosofia, poi all'Università di Alcalá si laureò nel 1625 in teologia; fu ordinato prete nel 1625 e nel 1633 scelto come notaio apostolico dell'Inquisizione spagnola. Nel 1622 partecipò alla gara poetica, per la beatificazione di Sant'Isidoro di San Francesco Saverio e di Sant'Ignazio di Loyola e fu premiato.
Nel 1619 Juan Pérez de Montalbán iniziò a scrivere testi per i teatro, sotto la guida di Lope de Vega - di cui suo padre era editore privilegiato - e che l'aiutò, nel 1624, per la stesura di El Orfeo en lengua castellana, poema destinato ad entrare in competizione, per l'uso della lingua spagnola della tradizione, con l'Orfeo di Juan Martinez Jáuregui, che fu pubblicato nello stesso anno. Come autore teatrale Montalbán, che scrisse 58 commedie, acquistò notorietà in particolare per Sucesos y prodigios de amor (1624) e per Para todos (1632) ed è considerato tra i grandi autori teatrali spagnoli del Siglo de oro. Fu anche autore di novelle e di testi devozionali.
Un editore madrileno lanciò una edizione pirata di El Buscón di Francisco de Quevedo e l'evento diede origine ad una feroce controversia. La polemica e la rivalità letteraria, unite al dolore per la morte di Lope de Vega, accelerarano la strada verso la pazzia e la morte prematura di Montalbán. La sua ultima opera fu la biografia ed elogio funebre di Lope de Vega ed ebbe come titolo Fama póstuma (1636). Per questo scritto Montalbán è considerato il primo biografo di Lope de Vega.
Panegirici e poesie in memoria di Juan Pérez de Montalbán furono raccolti e pubblicati nel 1639 da Pedro Grande de Tena.

## Opere (selezione)
- Morir y disimular - commedia.
- Los amantes de Teruel - tema tratto da Boccaccio.
- Sucessos y prodigios de amor. En ocho novelas exemplares, En Madrid, por Juan Goncalez, 1624 - novelle, opera tradotta in italiano, vivente l'autore.
- Comedia famosa de la Monja Alférez, 1625 -  tratta dalla biografia di suor Catalina de Erauso, detta La Monja Alférez (La suora alfiere).
- Orfeo en lengua castellana. A la decima musa. Por el licenciado Iuan Pérez de Montalbán, natural de Madrid, En Madrid, 1624 - poema in 4 canti, dedicato alla poetessa portoghese Bernarda Ferreira de la Cerda.
- Para todos, exemplos morales, humanos y diuinos [...] Por el doctor Juan Perez de Montaluan natural de Madrid, En Huesca, por Perdo Bluson impressor de la vniuersidad, 1633 - miscellanea di testi, spartiti nei sette giorni della settimana, con interpolati due dialoghi sacramentali e quattro commedie.
- Fama posthuma a la vida y muerte del doctor frey Lope Félix de Vega Carpio. Y elogios panegiricos a la inmortalidad de su nombre. Escritos por los mas esclarecidos ingenios. Solicitados por el doctor Iuan Pérez de Montalván, En Madrid, en la Imprenta del Reyno, a costa de Alonso Pérez de Montalván, librero de su Magestad, 1636.

### Edizioni moderne
- Los amantes de Teruel, edicion de Carmen Iranzo, Valencia, Albatros hispanofila, 1983.
- Orfeo en lengua castellana, Aranjuez, Ara Jovis, 1991.
- Obra no dramática, Madrid, Fundación José Antonio de Castro, 1999.

### Opere tradotte ed edizioni critiche
- Prodigi d'amore, rappresentati in varie novelle dal dottore Montalbano, e trasportati dallo spagnolo in italiano dal p.d. Biasio Cialdini, In Venetia, presso Cristoforo Tomasini, 1637, SBN TO0E162054.
- Vita e purgatorio di S. Patritio Acivescovo e Primato d'Hibernia. Alla Seren.ma Infante Sor Margarita [...] Composta in lingua Spaguola Per il Dottore Gio. Perez di Montalban nativo di Madrid [...] Hora tradotta nella Toscana per il R.P.D. Martino di S. Bernardo della Congregatione riformata, In Napoli, e ristampata nell'L'Aquila per Francesco Marino, 1641.
- (FR)  La Semaine de Montalban, ou les Mariages mal-assortis, contenus en huit nouvelles tirées du Para todos du même auteur, traduites de l'espagnol par J. Vanel, Paris, G. de Luyne, 1684.
- Novelas ejemplares, edicion y prologo por Fernando Gutierrez, Barcelona, Tip. Aymami, 1957.
- Vida y Purgatorio de San Patricio, introduzione, testo critico e note di M. G. Profeti, Pisa, Università, 1972.
- Sucesos y prodigios de amor, edicion, introduccion y notas de Luigi Giuliani, Barcelona, Montesinos, 1992.
- Obra no dramatica / Juan Pérez de Montalbán; edicion y prologo de José Enrique Laplana Gil, Madrid, Fundacion Jose Antonio de Castro, 1999.
- Fama póstuma: a la vida y muerte del doctor frey Lope Félix de Vega Carpio y elogios panegíricos a la inmortalidad de su nombre; edición crítica, estudio y notas de Enrico Di Pastena, Pisa, ETS, 2001.
- Palmerín de Oliva / Juan Pérez de Montalbán; edición crítica, introducción y notas de Claudia Demattè, Viareggio, Baroni, 2006.
- La monja Alférez, edición anotada y estudio crítico por Luzmila Camacho Platero, Newark (Delaware), Juan de la Cuesta, 2007.
- Obras de Juan Pérez de Montalbán / dirección general Claudia Demattè, Kassel, Edition Reichenberger, 2013- (Opera omnia, di cui sono usciti alcuni volumi, in corso di pubblicazione).